# Essener Blutsamstag

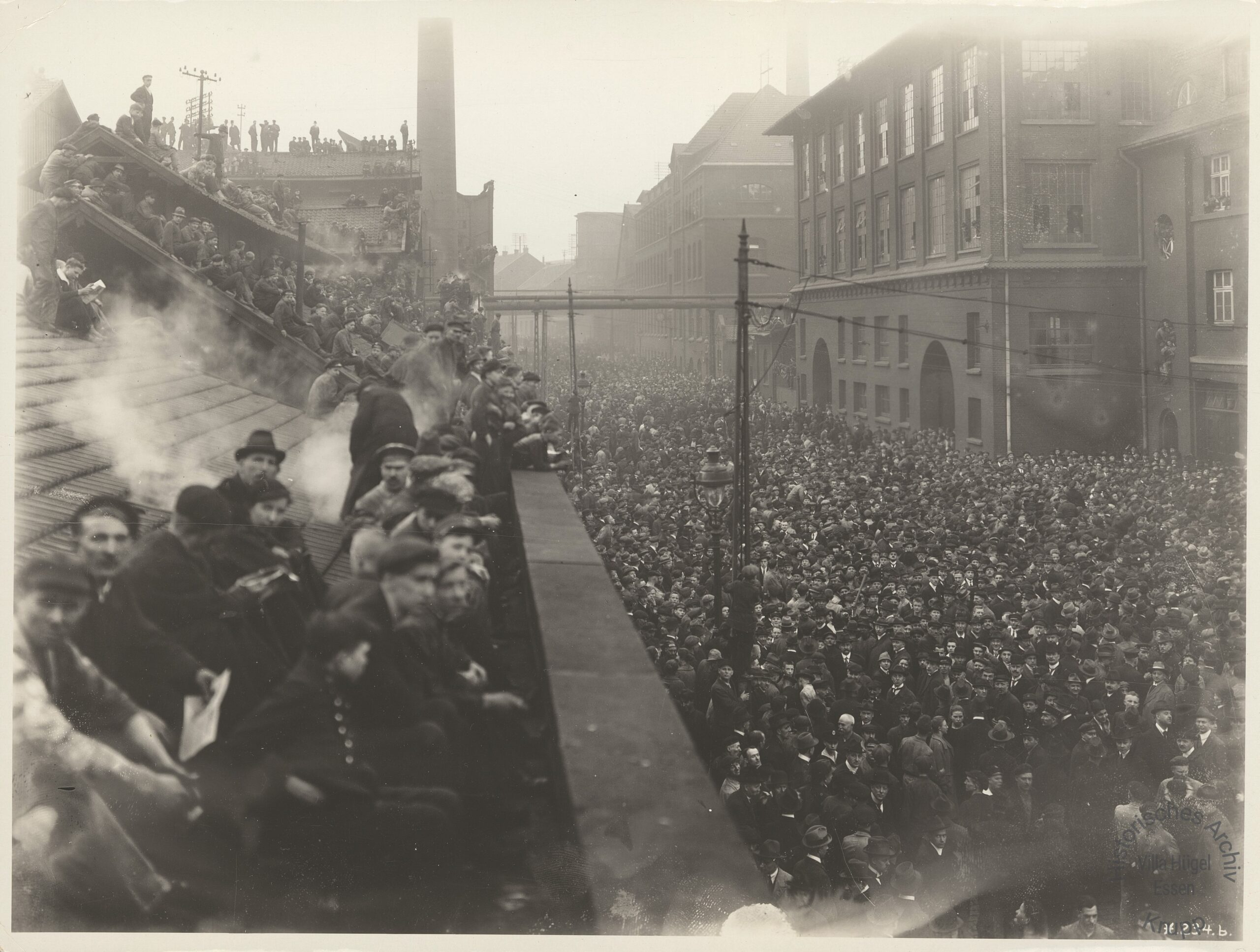
Arbeiterversammlung auf dem Gelände der Krupp-Werke in Essen am 31. März 1923

Der Essener Blutsamstag (auch bekannt als Ostermassaker und Karsamstagstragödie) war ein Zusammenstoß während der Ruhrbesetzung zwischen französischen Besatzungssoldaten und Arbeitern der Krupp-Werke in Essen am 31. März 1923, bei dem 13 Arbeiter zu Tode kamen.

## Verlauf

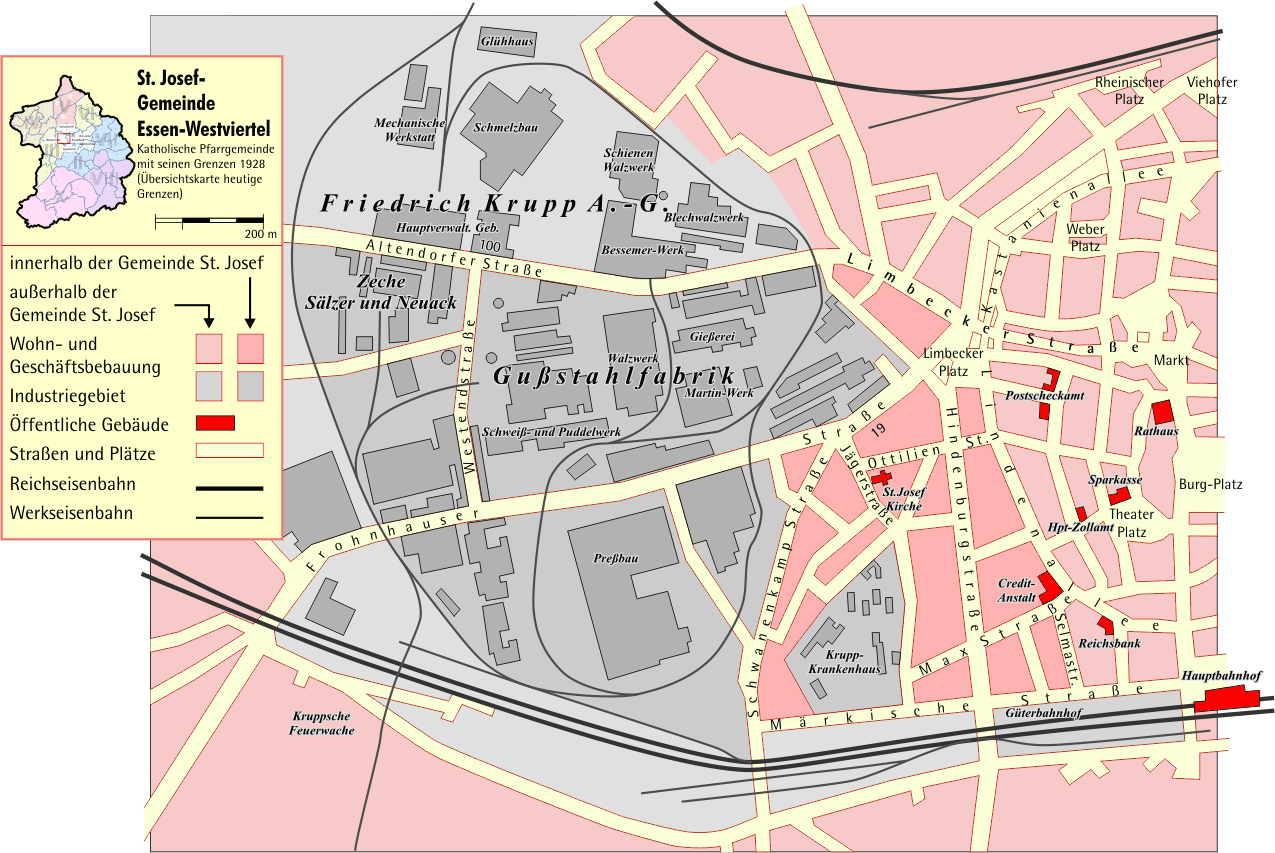
Gelände des Krupp-Werks. Die Fahrzeughalle befand sich gegenüber der Hauptverwaltung.

Eine Gruppe von elf französischen Soldaten unter Führung von Leutnant Durieux drang am 31. März, dem Karsamstag, auf das Gelände der Firma Krupp, um aus der Kraftwagenhalle Fahrzeuge zu requirieren. Die Nachricht verbreitete sich schnell unter der Belegschaft und es entstand Unruhe unter den Arbeitern. Zwei Mitglieder des Betriebsrats versuchten vergeblich, Leutnant Durieux von seinem Vorhaben abzubringen. Um 9 Uhr ertönten die Werkssirenen und die Arbeiter versammelten sich vor der Halle. Die Betriebsräte mahnten zur Ruhe, aber die Stimmung unter den Arbeitern heizte sich immer mehr auf. Es wurden patriotische Lieder gesungen und einige Arbeiter kletterten auf das Glasdach der Wagenhalle und warfen Gegenstände hinein, zudem wurde durch ein zerbrochenes Fenster heißer Dampf eingeleitet. Die französischen Soldaten fühlten sich eingekreist und bedroht. Als die Menge sich daran machte, das Eingangstor der Halle einzudrücken, ließ Durieux zunächst einen Warnschuss abgeben und kurz danach, um 11 Uhr, gab er den Befehl, das Feuer zu eröffnen. Das Resultat waren 13 Tote und zahlreiche Verletzte.

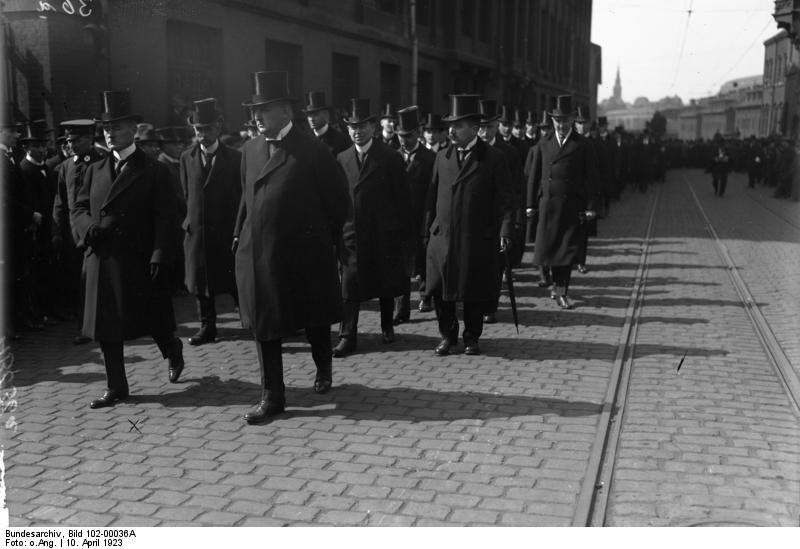
Beisetzung der Opfer mit den Krupp-Direktoren an der Spitze des Trauerzugs. Gustav Krupp vorne links.

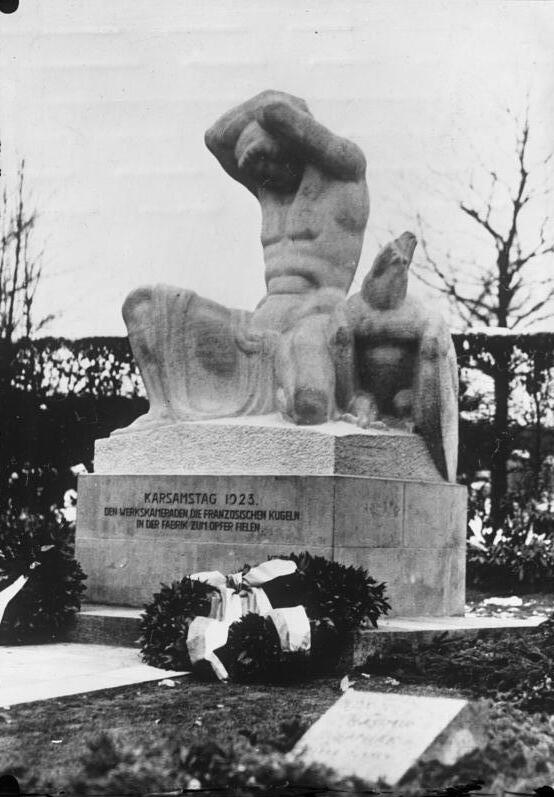
Ehrenmal von Hugo Lederer auf dem Essener Südwestfriedhof, nicht mehr erhalten

Am 10. April fand das Begräbnis der Opfer auf dem Essener Südwestfriedhof statt. Alle Betriebe und Geschäfte hatten geschlossen und Hunderttausende säumten die Straßen. „Noch nie hat deutscher Boden ein solches Trauerbegräbnis gesehen“, meldete die Kölnische Zeitung. „Arbeitgeber und Arbeitnehmer, Beamte und Angestellte, sämtliche politische Parteien von rechts bis links mit schwarzweißroten Kranzschleifen und Moskauer Farben, zogen einträchtig hinter den Toten her.“

## Reaktion
Das Ereignis führte zu Empörung und nationalistischen Reaktionen in ganz Deutschland. In einer Note vom 4. April protestierte die deutsche Regierung gegen „die frivole Bluttat“ und wies Verantwortung dafür nicht nur den französischen Truppen, sondern auch der französischen Regierung zu.
Auch der Reichspräsident Friedrich Ebert äußerte sein Entsetzen über das „Blutbad, das französischer Militarismus unter friedlichen wehrlosen Arbeitern angerichtet“ habe.
Der Allgemeine Deutsche Gewerkschaftsbund bezeichnete in einem Aufruf An die Arbeiter der Welt! das Massaker von Essen als „den neuesten und furchtbarsten, aber keineswegs den einzigen Fall der Hinschlachtung unbewaffneter Arbeiter durch den französischen Militarismus“.
Die Kommunistische Partei, die zunächst in der Ruhrbesetzung keine nationalistische Position bezogen hatte und darin vielmehr sowohl die französische als auch die deutsche Bourgeoisie am Werk gesehen hatte und dementsprechend die Parole „Schlagt Poincaré und Cuno an der Ruhr und an der Spree“ verbreitet hatte, bezog nun Stellung und geißelte den französischen Militarismus.
Der liberale Journalist Theodor Wolff drückte im Berliner Tageblatt seinen Abscheu aus: „Den Tempel des Osterfestes hat der militaristische Gewaltgeist mit dem Blute von Menschenopfern befleckt.“ Einmal werde man den Toten ein Denkmal errichten müssen mit der Inschrift: „Ihren Ruhrkämpfern – die deutsche Republik“.
Paul Scheffer, Sonderberichterstatter des Berliner Tageblatts, bemerkte zum Hintergrund:

„Ein Ereignis, wie es sich in der Automobilabteilung der Firma Krupp heute Mittag abgespielt hat, war seit dem Einmarsch der Franzosen zu erwarten. Neunundneunzigmal konnte es gutgehen, das hundertste Mal musste ein Unglück geschehen. […] Immer das gleiche: die Franzosen erscheinen im Fabrikbezirk, die Arbeiter strömen zusammen, die Franzosen versuchen, irgendein Ziel zu erreichen: Betriebsaufnahme oder, wie diesmal, eine Beschlagnahme. Der Rückzug durch die Arbeitermassen, die sich Kopf an Kopf gedrängt um die eingezogenen Truppen drängen, ist noch schwieriger als das Eindringen. Jede dieser französischen Expeditionen ist haarscharf an einer Explosion, die von beiden Seiten kommen musste, vorbeigestreift. Die Arbeiter, ohne Ausnahme, empfinden die Anwesenheit der Franzosen im Ruhrgebiet als ein großes, ungeheuerliches Unrecht. Ihr Erscheinen auf den Arbeitsstätten betrachten sie aber als die denkbar stärkste Herausforderung ihres Arbeitsstolzes durch Bajonette und Uniformen und als den Beginn der direkten Bedrohung ihrer wirtschaftlichen Existenz.“

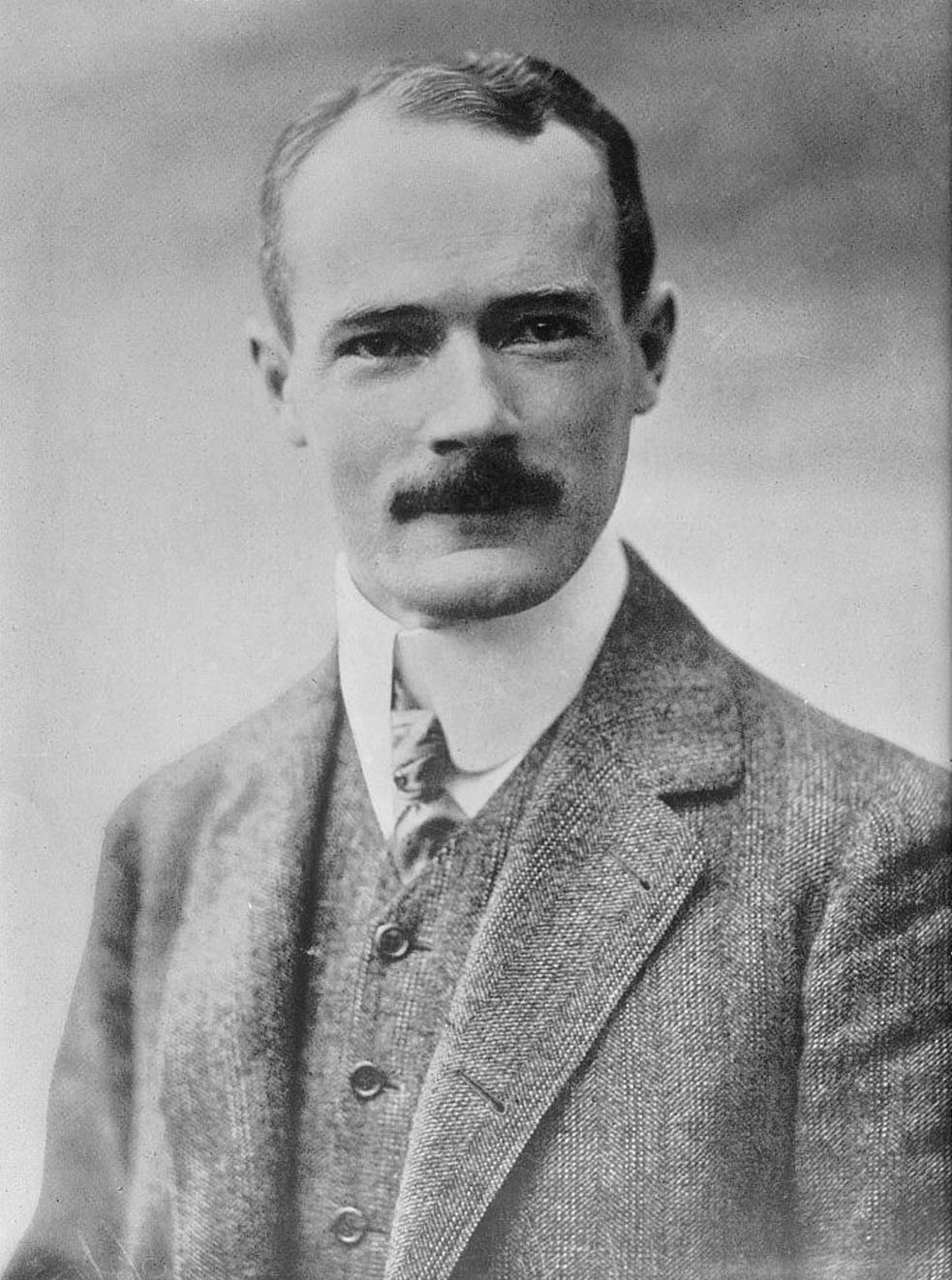
Gustav Krupp von Bohlen und Halbach

Die französische Seite machte die Werksleitung für den Vorfall verantwortlich. Der Essener Stadtkommandant Jaquemot hatte noch am Ostersonntag die Krupp-Direktoren Bruhn, Hartwig und Oesterlein verhaften lassen. Auch Gustav Krupp von Bohlen und Halbach, der Firmenchef, der von Berlin nach Essen gereist war, um sich einer Vernehmung zu stellen, wurde am 1. Mai verhaftet. In einem Prozess vor einem französischen Militärgericht, der vom 4. bis 8. Mai in Werden stattfand, wurden zehn Angeklagte zu hohen Gefängnis- und Geldstrafen verurteilt, Gustav Krupp zu 15 Jahren Gefängnis und 100 Millionen Mark. Die Urteile sorgten erneut für Empörung. In einer Stellungnahme der Reichsregierung hieß es, die französische Justiz habe sich damit „unverhüllt zur Dirne des französischen Militarismus erniedrigt.“
Auch Gewerkschaften und Sozialdemokratie zeigten sich solidarisch mit den Verurteilten. Was immer die sozialdemokratischen Arbeiter des Ruhrreviers „mit den Vertretern des Kapitals auszufechten haben mögen, in ihrer Ablehnung der französischen Gewaltpolitik und dem Willen, ihr passiven Widerstand zu leisten, sind sie sich völlig einig“, schrieb der Vorwärts.
Aufgrund einer Intervention des Heiligen Stuhls wurde Gustav Krupp nicht als Krimineller nach Germersheim verlegt, sondern genoss im Düsseldorfer Gefängnis als politischer Gefangener deutliche Erleichterungen. Nach dem Ende des passiven Widerstands wurden Krupp und die anderen Direktoren nach sieben Monaten aus der Haft entlassen.